# Musculus brachialis
De musculus brachialis is een spier die aan de voorzijde over het ellebooggewricht loopt. Hij is samen met de m. biceps brachii de belangrijkste buigspier in de bovenarm, ongeacht de pro- of supinatiestand van de onderarm. Deze spier bevindt zich in het dorsale compartiment van de arm, achter de biceps brachii,  maar ligt toch zo ventraal dat het tot de ventrale bovenarmspieren behoort en flexie als functie heeft.
De M Brachialis ontspringt aan de voorzijde van de humerus, rondom de aanhechtingsplaats van de musculus deltoideus, en hecht aan aan de ellepijp en de voorzijde van het kapsel van het ellebooggewricht.
De m. brachialis wordt geïnnerveerd door de nervus musculocutaneus (die ook de m. biceps brachii innerveert).